# Cervinia unisetosa
Cervinia unisetosa is een eenoogkreeftjessoort uit de familie van de Aegisthidae. De wetenschappelijke naam van de soort is voor het eerst geldig gepubliceerd in 1981 door Montagna.